# Campeonato Baiano de Futebol de 2022 - Segunda Divisão
A Segunda divisão do Campeonato Baiano de 2022 foi a quinquagésima sexta edição desta competição futebolística organizada pela Federação Bahiana de Futebol (FBF).

## Participantes e regulamento
O regulamento da segunda divisão do Campeonato Baiano de 2022 será diferente ao do ano anterior: numa primeira fase, os doze participantes se enfrentarão em turno único com pontos corridos. Os quatro primeiros colocados se qualificarão para as semifinais - disputadas em jogos de ida e volta. Os vencedores prosseguirão para a decisão, que será disputada em duas partidas, com o mando de campo da última partida para o clube com melhor campanha. O campeão e o vice garantem vaga na elite do futebol baiano em 2023. Já os dois últimos colocados estarão rebaixados para a Série C do Baianão.  
A Federação Bahiana de Futebol recebeu doze inscrições para o torneio: Atlético Universitário, Botafogo Bonfinense, Canaã, Flamengo de Guanambi, Fluminense de Feira, Galícia, Grapiúna, Itabuna, Jacobina, Jacobinense, Jequié e Juazeiro.

## Resultados

### Primeira fase
- Fonte: Federação Bahiana de Futebol

### Fase final
|  | Semifinais 16 e 24 de julho | Semifinais 16 e 24 de julho | Semifinais 16 e 24 de julho | Semifinais 16 e 24 de julho |   |         | Finais 31 de julho e 13 de agosto | Finais 31 de julho e 13 de agosto | Finais 31 de julho e 13 de agosto | Finais 31 de julho e 13 de agosto |
|  |                             |                             |                             |                             |   |         |                                   |                                   |                                   |                                   |
|  | Jequié                      | 1                           | 0                           | 1                           |   |         |                                   |                                   |                                   |                                   |
|  | Itabuna                     | 1                           | 1                           | 2                           |   |         |                                   |                                   |                                   |                                   |
|  | Itabuna                     | 1                           | 1                           | 2                           |   | Itabuna | 2                                 | 2                                 | 4                                 |                                   |
|  |                             |                             |                             |                             |   | Itabuna | 2                                 | 2                                 | 4                                 |                                   |
|  |                             | Jacobinense                 | 1                           | 2                           | 3 |         |                                   |                                   |                                   |                                   |
|  | Jacobinense                 | Jacobinense                 | 1                           | 2                           | 3 | 1       | 1                                 | 2(7)                              |                                   |                                   |
|  | Jacobinense                 |                             |                             |                             |   | 1       | 1                                 | 2(7)                              |                                   |                                   |
|  | Juazeiro                    | 2                           | 0                           | 2(6)                        |   |         |                                   |                                   |                                   |                                   |

- Em itálico, os clubes que possuem o mando de jogo na partida de ida. Em negrito, os vencedores do confronto.
- Fonte: Federação Bahiana de Futebol

### Premiação
| Campeonato Baiano de 2022 - Segunda Divisão |
| Itabuna                                     |
| ------------------------------------------- |
| Itabuna Campeão (2.º título)                |

## Técnicos
| Equipe                 | Técnico                                         |
| ---------------------- | ----------------------------------------------- |
| Atlético Universitário | Carlos Alberto Dias (1ª—3ª) Eduardo Bahia (4ª—) |
| Botafogo Bonfinense    | Sérgio Araújo (1ª—4ª) Danilo Maia (4ª—)         |
| Canaã                  | Edu Miranda (1ª—)                               |
| Flamengo de Guanambi   | Mazolinha (1ª—)                                 |
| Fluminense de Feira    | Arnaldo Lira (1ª—)                              |
| Galícia                | Fernando Dourado (1ª—)                          |
| Grapiúna               | Beto Oliveira (1ª—)                             |
| Itabuna                | José Aparecido Ferreira (1ª—)                   |
| Jacobina               | Sérgio Oliveira (1ª—5ª) Quintino Barbosa (6ª—)  |
| Jacobinense            | Paulo Foiani (1ª—)                              |
| Jequié                 | Paulo Sales (1ª—)                               |
| Juazeiro               | Nasareno Silva (1ª—)                            |